# Giải quần vợt Wimbledon 2014
Giải quần vợt Wimbledon 2014 diễn ra tại Câu lạc bộ quần vợt và croquet sân cỏ toàn Anh ở Wimbledon, Luân Đôn, Vương quốc Anh từ 23 tháng 6 đến 6 tháng 7 năm 2014. Đây là mùa giải thứ 128, và là giải Grand Slam thứ ba của năm 2014, diễn ra trên sân cỏ và là một phần của ATP World Tour, WTA Tour, ITF Junior Tour và NEC Tour. Giải do Câu lạc bộ quần vợt sân cỏ toàn Anh và Liên đoàn quần vợt Quốc tế tổ chức.
Andy Murray đến từ Vương quốc Anh là đương kim vô địch đơn nam nhưng đã để thua Grigor Dimitrov tại tứ kết. Marion Bartoli đến từ Pháp là đương kim vô địch đơn nữ nhưng việc cô giã từ sự nghiệp ngay sau chiến thắng trước có nghĩa là cô sẽ không quay trở lại để cạnh tranh ngôi vương này tại giải năm nay. Các vận động viên vô địch đơn nam và đơn nữ năm nay lần lượt là Novak Djokovic của Serbia và Petra Kvitova của Cộng hòa Séc.

## Cách tính điểm và giải thưởng

#### Điểm hạng mục chính
| Sự kiện | W    | F    | SF  | QF  | Vòng 16 VĐV | Vòng 32 VĐV | Vòng 64 VĐV | Vòng 128 VĐV | Q  | Q3 | Q2 | Q1 |
| Đơn nam | 2000 | 1200 | 720 | 360 | 180         | 90          | 45          | 10           | 25 | 16 | 8  | 0  |
| Đôi nam | 2000 | 1200 | 720 | 360 | 180         | 90          | 0           | —            | 25 | —  | 0  | 0  |
| Đơn nữ  | 2000 | 1300 | 780 | 430 | 240         | 130         | 70          | 10           | 40 | 30 | 20 | 2  |
| Đôi nữ  | 2000 | 1300 | 780 | 430 | 240         | 130         | 5           | —            | 48 | —  | 0  | 0  |

| Sự kiện | W   | F   | Giải 3 | Giải 4 |
| Đôi     | 800 | 500 | 375    | 100    |

| Sự kiện            | W   | F   | SF  | QF  | Vòng 16 VĐV | Vòng 32 VĐV | Q  | Q3 |
| Đơn nam thiếu niên | 375 | 270 | 180 | 120 | 75          | 30          | 25 | 20 |
| Đơn nữ thiếu niên  | 375 | 270 | 180 | 120 | 75          | 30          | 25 | 20 |
| Đôi nam thiếu niên | 270 | 180 | 120 | 75  | 45          | —           | —  | —  |
| Đôi nữ thiếu niên  | 270 | 180 | 120 | 75  | 45          | —           | —  | —  |

### Giá trị giải thưởng
Tổng giá trị giải thưởng của giải Wimbledon năm 2014 đã tăng 10,8% so với năm trước lên £25.000.000. Các nhà vô địch đơn nam và đơn nữ sẽ nhận được £1,76 triệu, tăng £160.000 so với năm trước. Giải thưởng ở các hạng mục đôi được tính tùy từng VĐV.
| Sự kiện              | W          | F        | SF       | QF       | Vòng 16 VĐV | Vòng 32 VĐV | Vòng 64 VĐV | Vòng 128 VĐV | Q3      | Q2     | Q1     |
| Đơn                  | £1,760,000 | £880,000 | £440,000 | £226,000 | £117,000    | £71,000     | £43,000     | £27,000      | £13,500 | £6,750 | £3,375 |
| Đôi                  | £325,000   | £163,000 | £81,500  | £41,000  | £21,500     | £13,000     | £8,500      | —            | —       | —      | —      |
| Đôi hỗn hợp          | £96,000    | £48,000  | £24,000  | £11,500  | £5,600      | £2,800      | £1,400      | —            | —       | —      | —      |
| Đôi người khuyết tật | £12,000    | £6,000   | £4,000   | £3,000   | —           | —           | —           | —            | —       | —      | —      |
| Đôi khách mời        | £21,000    | £18,000  | £15,000  | £14,000  | £13,000     | —           | —           | —            | —       | —      | —      |

## Hạt giống
| Xếp hạng | Hạt giống | Tay vợt                | Điểm trước thi đấu | Điểm cần bảo vệ | Điểm giành được | Điểm sau thi đấu | Thực trạng                                 |
| -------- | --------- | ---------------------- | ------------------ | --------------- | --------------- | ---------------- | ------------------------------------------ |
| 1        | 2         | Novak Djokovic         | 12,330             | 1,200           | 2,000           | 13,130           | Vô địch trước đối thủ Roger Federer [4]    |
| 2        | 1         | Rafael Nadal           | 12,500             | 10              | 180             | 12,670           | Vòng bốn thua Nick Kyrgios [WC]            |
| 3        | 5         | Andy Murray            | 4,680              | 2,000           | 360             | 3,040            | Quarterfinals lost to Grigor Dimitrov [11] |
| 4        | 4         | Roger Federer          | 4,945              | 45              | 1,200           | 6,100            | Á quân thua Novak Djokovic [1]             |
| 5        | 3         | Stan Wawrinka          | 5,420              | 10              | 360             | 5,770            | Quarterfinals lost to Roger Federer [4]    |
| 6        | 6         | Tomáš Berdych          | 4,680              | 360             | 90              | 4,410            | Third Round lost to Marin Čilić [26]       |
| 7        | 7         | David Ferrer           | 4,190              | 360             | 45              | 3,875            | Second Round lost to Andrey Kuznetsov      |
| 8        | 9         | Milos Raonic           | 3,245              | 45              | 720             | 3,920            | Semifinals lost to Roger Federer [4]       |
| 9        | 11        | John Isner             | 2,690              | 45              | 90              | 2,735            | Third Round lost to Feliciano López [19]   |
| 10       | 12        | Kei Nishikori          | 2,690              | 90              | 180             | 2,780            | Fourth Round lost to Milos Raonic [8]      |
| 11       | 13        | Grigor Dimitrov        | 2,595              | 45              | 720             | 3,270            | Semifinals lost to Novak Djokovic [1]      |
| 12       | 10        | Ernests Gulbis         | 2,725              | 90              | 45              | 2,680            | Second Round lost to Sergiy Stakhovsky     |
| 13       | 14        | Richard Gasquet        | 2,415              | 90              | 45              | 2,370            | Second Round lost to Nick Kyrgios [WC]     |
| 14       | 17        | Jo-Wilfried Tsonga     | 1,775              | 45              | 180             | 1,910            | Fourth Round lost to Novak Djokovic [1]    |
| 15       | 24        | Jerzy Janowicz         | 1,510              | 720             | 90              | 880              | Third Round lost to Tommy Robredo [23]     |
| 16       | 15        | Fabio Fognini          | 2,155              | 10              | 90              | 2,235            | Third Round lost to Kevin Anderson [20]    |
| 17       | 16        | Mikhail Youzhny        | 1,790              | 180             | 45              | 1,655            | Second Round lost to Jimmy Wang [Q]        |
| 18       | 23        | Fernando Verdasco      | 1,555              | 360             | 10              | 1,205            | First Round lost to Marinko Matosevic      |
| 19       | 25        | Feliciano López        | 1,455              | 90              | 180             | 1,545            | Fourth Round lost to Stan Wawrinka [5]     |
| 20       | 18        | Kevin Anderson         | 1,745              | 90              | 180             | 1,835            | Fourth Round lost to Andy Murray [3]       |
| 21       | 19        | Alexandr Dolgopolov    | 1,680              | 90              | 90              | 1,680            | Third Round lost to Grigor Dimitrov [11]   |
| 22       | 27        | Philipp Kohlschreiber  | 1,440              | 10              | 45              | 1,475            | Second Round lost to Simone Bolelli [LL]   |
| 23       | 22        | Tommy Robredo          | 1,630              | 90              | 180             | 1,720            | Fourth Round lost to Roger Federer [4]     |
| 24       | 21        | Gaël Monfils           | 1,635              | (20)            | 45              | 1,660            | Second Round lost to Jiří Veselý [WC]      |
| 25       | 34        | Andreas Seppi          | 1,105              | 180             | 10              | 935              | First Round lost to Leonardo Mayer         |
| 26       | 29        | Marin Čilić            | 1,350              | 45              | 360             | 1,665            | Quarterfinals lost to Novak Djokovic [1]   |
| 27       | 28        | Roberto Bautista Agut  | 1,580              | 45              | 90              | 1,625            | Third Round lost to Andy Murray [3]        |
| 28       | 31        | Guillermo García-López | 1,163              | 10              | 10              | 1,163            | First Round lost to Dušan Lajović          |
| 29       | 33        | Ivo Karlović           | 1,181              | (16)            | 10              | 1,175            | First Round lost to Frank Dancevic [LL]    |
| 30       | 30        | Marcel Granollers      | 1,250              | 10              | 45              | 1,285            | Second Round lost to Santiago Giraldo      |
| 31       | 35        | Vasek Pospisil         | 1,170              | 45              | 10              | 1,135            | First Round lost to Robin Haase            |
| 32       | 32        | Dmitry Tursunov        | 1,200              | 10              | 10              | 1,200            | First Round lost to Denis Istomin          |

#### Withdrawn players
| Rank | Player                | Points before | Points defending | Points won | Points after | Withdrawal reason |
| ---- | --------------------- | ------------- | ---------------- | ---------- | ------------ | ----------------- |
| 8    | Juan Martín del Potro | 4,080         | 720              | 0          | 3,360        | Wrist injury      |
| 20   | Tommy Haas            | 1,655         | 180              | 0          | 1,475        | Shoulder injury   |
| 26   | Nicolás Almagro       | 1,450         | 90               | 0          | 1,360        | Foot injury       |

## Vô địch

### Nội dung lớn

#### Đơn nam
- Novak Djokovic thắng  Roger Federer, 6–7(7–9), 6–4, 7–6(7–4), 5–7, 6–4

#### Đơn nữ
- Petra Kvitová thắng  Eugenie Bouchard, 6–3, 6–0

#### Đôi nam
- Vasek Pospisil /  Jack Sock thắng  Bob Bryan /  Mike Bryan, 7–6(7–5), 6–7(3–7), 6–4, 3–6, 7–5

#### Đôi nữ
- Sara Errani /  Roberta Vinci thắng  Tímea Babos /  Kristina Mladenovic, 6–1, 6–3

#### Đôi hỗn hợp
- Nenad Zimonjić /  Samantha Stosur thắng  Max Mirnyi /  Chan Hao-ching, 6–4,  6–2

### Nội dung trẻ

#### Đơn nam trẻ
- Noah Rubin thắng  Stefan Kozlov, 6–4, 4–6, 6–3

#### Đơn nữ trẻ
- Jeļena Ostapenko thắng  Kristína Schmiedlová, 2–6, 6–3, 6–0

#### Đôi nam trẻ
- Orlando Luz /  Marcelo Zormann thắng  Stefan Kozlov /  Andrey Rublev, 6–4, 3–6, 8–6

#### Đôi nữ trẻ
- Tami Grende /  Ye Qiuyu thắng  Marie Bouzková /  Dalma Gálfi, 6–2, 7–6(7–5)

### Huyền thoại

#### Đôi nam khách mời
- Thomas Enqvist /  Mark Philippoussis thắng  Jacco Eltingh /  Paul Haarhuis, 3–6, 6–3, [10–3]

#### Đôi nữ khách mời
- Jana Novotná /  Barbara Schett thắng  Martina Navratilova /  Selima Sfar, 6–0, 7–6(7–2)

#### Đôi nam khách mời cao tuổi
- Guy Forget /  Cédric Pioline thắng  Rick Leach /  Mark Woodforde, 6–4, 6–3

### Xe lăn

#### Đôi nam xe lăn
- Stéphane Houdet /  Shingo Kunieda thắng  Maikel Scheffers /  Ronald Vink, 5–7, 6–0, 6–3

#### Đôi nữ xe lăn
- Yui Kamiji /  Jordanne Whiley thắng  Jiske Griffioen /  Aniek van Koot, 2–6, 6–2, 7–5